# جائزة بن/مالامود
جائزة بن/مالامود هي جائزة أدبية للقصة القصيرة، منحت لأول مرة في العام 1988، من قبل مؤسسة بن/ فوكنر "The PEN/Faulkner Foundation" في الولايات المتحدة الأمريكية. 

## التكريم
تكرم جائزة بن / مالامود التميز في فن القصة القصيرة، وتتألف لجنة اختيار القصص من قبل المنفذين الأدبيين لمؤسسة (بن/فولكنر)، وهذه الجائزة هي واحدة من العديد من جوائز بن (بي إي إن) التي ترعاها الشركات التابعة لـ بن الدولية في أكثر من 145 مركزا حول العالم.

## مؤسسة بن / فوكنر
بدأ عمل مؤسسة بن / فوكنر في عام 1980، عندما شرعت ماري لي سيتل، الحائزة على جائزة الكتاب الوطني، في إنشاء أكبر جائزة سنوية للخيال في الولايات المتحدة. وقد تم تسمية الجائزة وليم فوكنر الذي استخدم أمواله في جائزة نوبل لتأسيس جائزة للكتاب الأصغر سنًا مع بي إي إن (منظمة الكتاب الدولية)، وأصبحت الجائزة واحدة أفضل ثلاث جوائز وطنية أمريكية للرواية، حيث تحتفل بقائمة متنوعة من المؤلفين وتقدر الأعمال التي تمثل أعلى إنجاز في الشكل الفني.

## فائزون بجائزة بن / مالامود
- بيتر تايلور
- إليزابيث سبنسر
- نام لي
- توبياس وولف
- إدوارد بي. جونز
- ستيوارت دايبك
- فريدريك بوش
- جيمس سالتر
- جورج سوندرز
- تي. إس. بويل
- جويس كارول أوتس
- ريتشارد فورد
- جورج غاريت
- أليستير ماكليود
- ديبورا أيزنبرغ
- ليديا ديفيس - 2020
- جون أبدايك
- سول بيلو
- شيرمان أليكسي